# سولفات لیتیم
لیتیم سولفات یک نمک غیرآلی سفیدرنگ با فرمول شیمیایی Li2SO4 است. سولفات لیتیم نمکِ لیتیمی سولفوریک اسید است.
سولفات لیتیم کاربردهای پزشکی دارد برای مثال گاه در درمان اختلال دوقطبی استفاده می‌شود.